# Leopold Westen
Leopold Joseph Anton Cyriakus Westen (* 10. April, anderes Datum 15. April 1750 in Bamberg; † 19. Oktober 1804 ebenda) war ein deutscher Offizier und Hochschullehrer.

## Leben
Leopold Westen entstammte einem dänischen Geschlecht; sein Vater, Kaspar Westen († 19. November 1762), war zum Katholizismus konvertiert und wurde fürstbischöflicher Hofrat; seine Mutter war Agnes Katharina (geb. Haumann).
Er studierte bereits ab 1763 in Würzburg und besuchte dort auch die Zeichnungs- und Ingenieursübungen der Oberstleutnante Michael Anton Müller (1700–1781) und Johann Baptist Veit Koch (* 1717). Seine Fächer an der Universität Würzburg waren Mathematik und Physik, Ballistik und Fortifikationswesen, Architektur und Malerei.
1768 trat er als Freiwilliger in Würzburgische Militärdienste ein, 1772 wurde er Feuerwerker in Bamberg. Seit 1775 gehörte er der Artillerie des Fränkischen Kreises an, im Jahr darauf wurde er Stückjunker, 1783 Unterleutnant und Leutnant.
Er wurde Offizier der Reserve und erhielt ein entsprechendes Gehalt. 1793 wurde er zum Oberleutnant, 1795 zum Hauptmann und 1797 zum Major befördert.
Ab 1775 gab er Privatunterricht in der Artillerie- und Zeichnungslehre; er setzte den Unterricht bis 1786 fort und nahm ihn 1788 wieder auf.
Als bei der Hochwasserkatastrophe vom 27. Februar 1784 die Seesbrücke (heute: Kettenbrücke) und die anderen Bamberger Brücken und viel weitere Bausubstanz zerstört wurden, nahm er eine genaue Schadensdokumentation vor. Fürstbischof Franz Ludwig von Erthal entsandte ihn daraufhin vom 9. März 1786 bis 17. Januar 1787 an den Rhein und in die Niederlande und ab 20. Juli 1787 nach Wien, Prag und Dresden; Ende 1788 war er wieder in Bamberg. Er sammelte auf diesen Reisen einschlägige Erfahrungen, um diese in Bamberg zu verwerten. Während der Reise, bei der er anfangs ein ausführliches Tagebuch führte, erstellte er viele Zeichnungen von Gebäuden und Maschinen.
Bereits während seines Studiums in Würzburg entwickelte er einen Plan, der vorsah, eine Schule, ähnlich dem Lehrstuhl für Zivil- und Militärbaukunst an der Universität Würzburg, in Bamberg einzurichten. 1794 legte er dem Fürstbischof den Plan zur Gründung einer entsprechenden Akademie vor. Der Stadtmagistrat erkannte die Bedeutung der Gründung insbesondere für das Handwerk und Gewerbe und stellte einen Saal im Hochzeitshaus samt Heizung und Reinigung zur Verfügung. So erfolgte am 16. Oktober 1794 die Gründung der Ingenieur- und Zeichenakademie. Der Fürstbischof band die Neugründung von der Person her, an die Universität Bamberg an, indem er Leopold Westen bereits am 7. Oktober 1794 zum öffentlichen und ordentlichen Lehrer der Ingenieur- und Zeichnungswissenschaften ernannte, wodurch dieser die Eigenschaft eines Professors erhielt. Der Senat wies am 13. Oktober 1794 das Fach als Teil der angewandten Mathematik der Philosophischen Fakultät zu, innerhalb deren es im Vorlesungsverzeichnis und im Staatskalender erscheinen sollte. Eine Diskussion im Senat, ob der unpromovierte Leopold Westen Sitz und Stimme im Senat beanspruchen könne, wurde sowohl durch den Fürstbischof als auch durch dessen Nachfolger mit der Feststellung, dass dem so sei, beendet.
Er unterrichtete unter anderem Johann Caspar Weinrauch (1765–1846) und Sebastian Scharnagel. Weitere Schüler der Schule waren der Zeichner Philipp Joseph Kraus (1789–1864), der Architekt Joseph Daniel Ohlmüller, die Bildhauer Adam Friedrich Ditterich (1794–1881) und Wilhelm Wurzer (1773–1846) sowie der Erfinder Gottfried Anton Meißner (1779–1821).
Ab 1795 unterrichtete er an Sonntagen auch unentgeltlich Handwerker und Lehrjungen.
Nach dem Tod Leopold Westens wurde die Akademie von seinem entfernten Verwandten, Adalbert Philipp Sensburg (1771–1823), Onkel des Politikers Ernst Philipp von Sensburg weitergeführt; dieser hatte ihn bereits seit 1801 an der Schule unterstützt. Aus der Akademie gingen das heutige Clavius-Gymnasium und die Berufsschule II in Bamberg hervor.
Leopold von Westen war seit dem 10. November 1771 mit Maria Sophia Sensburg verheiratet; aus der Ehe ging die Tochter Maria Klara (* 30. März 1779; † 25. April 1779) hervor; der Sohn von Leopolds Bruder Franz Erwin Anton, nämlich Joseph Maria Westen (* 1793 in Bamberg; † 1873 ebendort) war Leutnant in königlichen bayerischen Kriegsdiensten und dessen Sohn, Leopolds Großneffe, Carl Heinrich Westen (* 13. März 1819 in Bamberg; † 1877 in Ruszkberg/Banat) war nach dem Besuch der Kunstakademie Bildhauer zunächst in München, später an wechselnden Orten der österreichisch-ungarischen Monarchie.

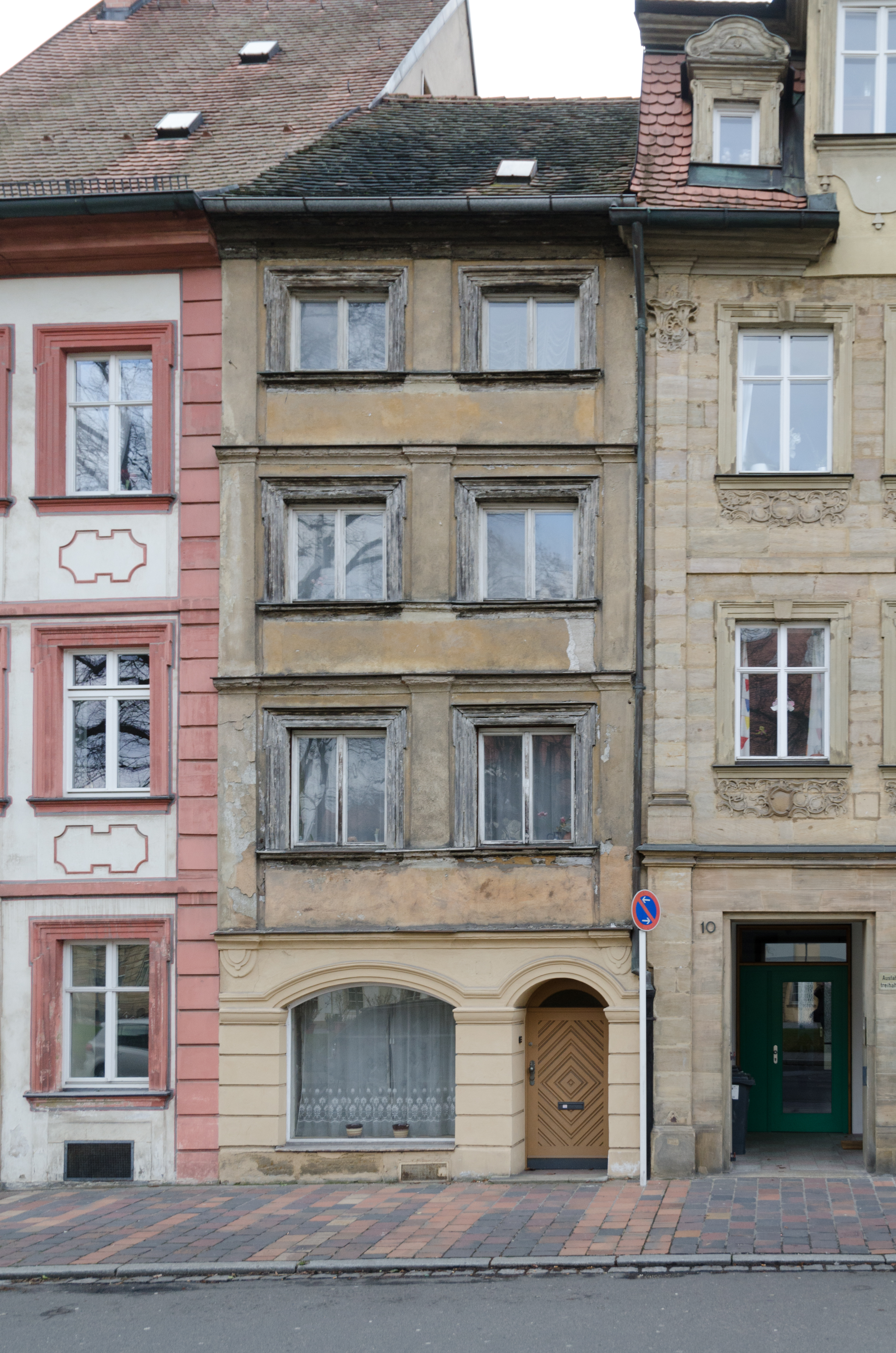
Schillerplatz 12, Bamberg

Als Leopold starb, wohnte er auf dem Zinkenwörth Nr. 43 (heute Schillerplatz 12) in Bamberg.

### Zeichnerisches Wirken
Leopold von Westen hinterließ 100 Federzeichnungen mit gotischen Ruinen und 50 Ölgemälde mit Lufterscheinungen, von ihm Meteore genannt.

## Werke (Auswahl)
- Gedanken über den Zweikampf. 1787.